# Kontrollbalansräkning
Kontrollbalansräkning är en balansräkning som styrelsen skall upprätta i vissa föreskrivna fall, dels när det finns skäl att anta att bolagets eget kapital understiger hälften av det registrerade aktiekapitalet  och dels när det vid utsökning har visat sig att bolaget saknar utmätningsbara tillgångar.
En kontrollbalansräkning upprättas på samma sätt som en ordinarie årsredovisning men med några undantag. Under beräkningen av det egna kapitalets storlek får justeringar göras.
- Tillgångar får tas upp till ett högre värde och avsättningar och skulder tas upp till ett lägre värde än i den ordinarie redovisningen.
- Pensionsåtaganden får dock inte tas upp till lägre belopp.
- Tillgångar får redovisas till nettoförsäljningsvärdet.
- Skulder på grund av statligt stöd för vilket återbetalningsskyldigheten är beroende av bolagets ekonomiska ställning behöver inte redovisas, om stödet, i händelse av konkurs eller likvidation, ska betalas tillbaka först sedan övriga skulder har betalats.
- Obeskattade reserver ska delas upp på eget kapital och uppskjuten skatteskuld.
- Ändringar får endast göras om de följer god redovisningssed.
- Kontrollbalansräkningen ska undertecknas av styrelsen och företagets revisor.[3]

Underlåtenhet att antingen begära bolaget i likvidation eller upprätta en kontrollbalansräkning genast när det blir känt eller borde ha blivit känt för styrelsen att halva aktiekapitalet förbrukats brukar medföra att styrelsen blir personligt ansvariga för bolagets skulder vid eventuell konkurs.